# Ah ! ça ira
Cet article possède un paronyme, voir Ça ira (homonymie).

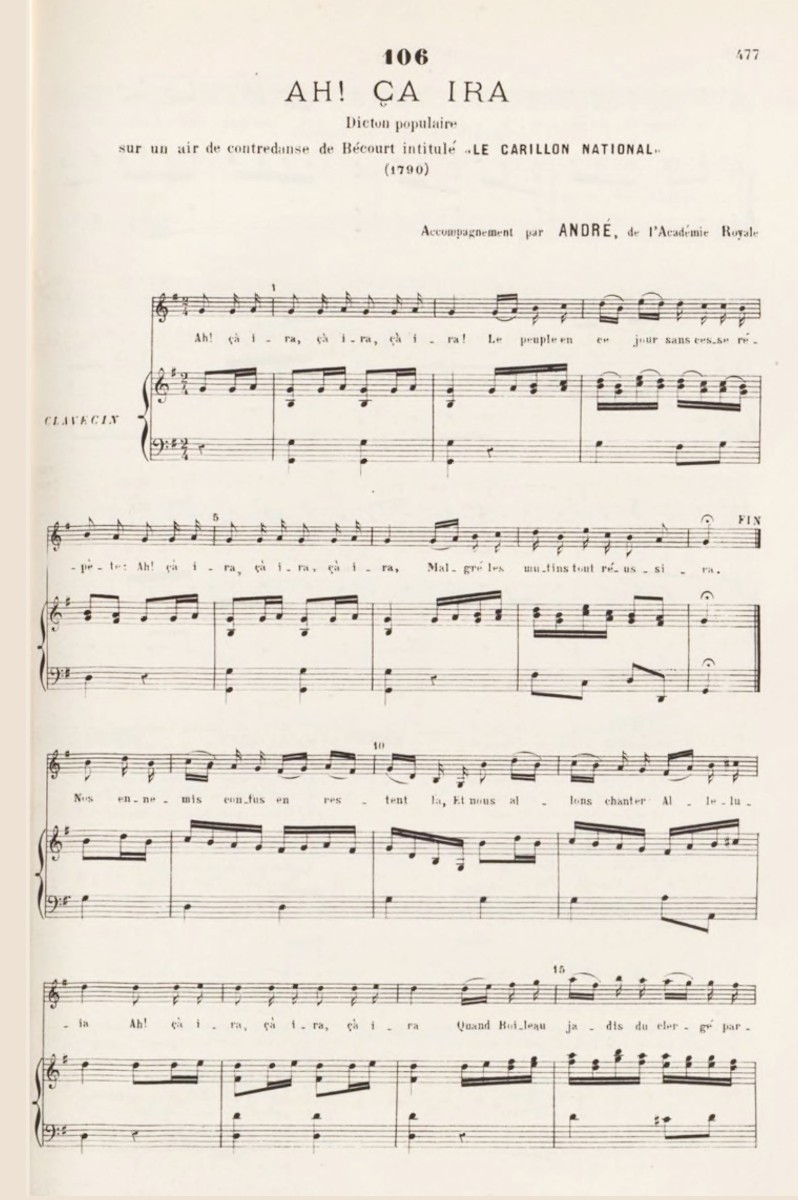
Jean-Antoine Bécourt, Ladré, Ah ! ça ira, musique des fêtes et cérémonies de la Révolution française, 1899.

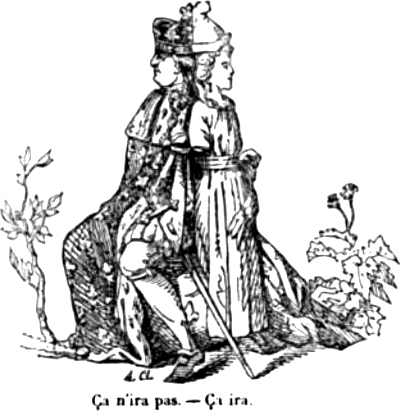
La monarchie et la République française : Ça n’ira pas. – Ça ira.

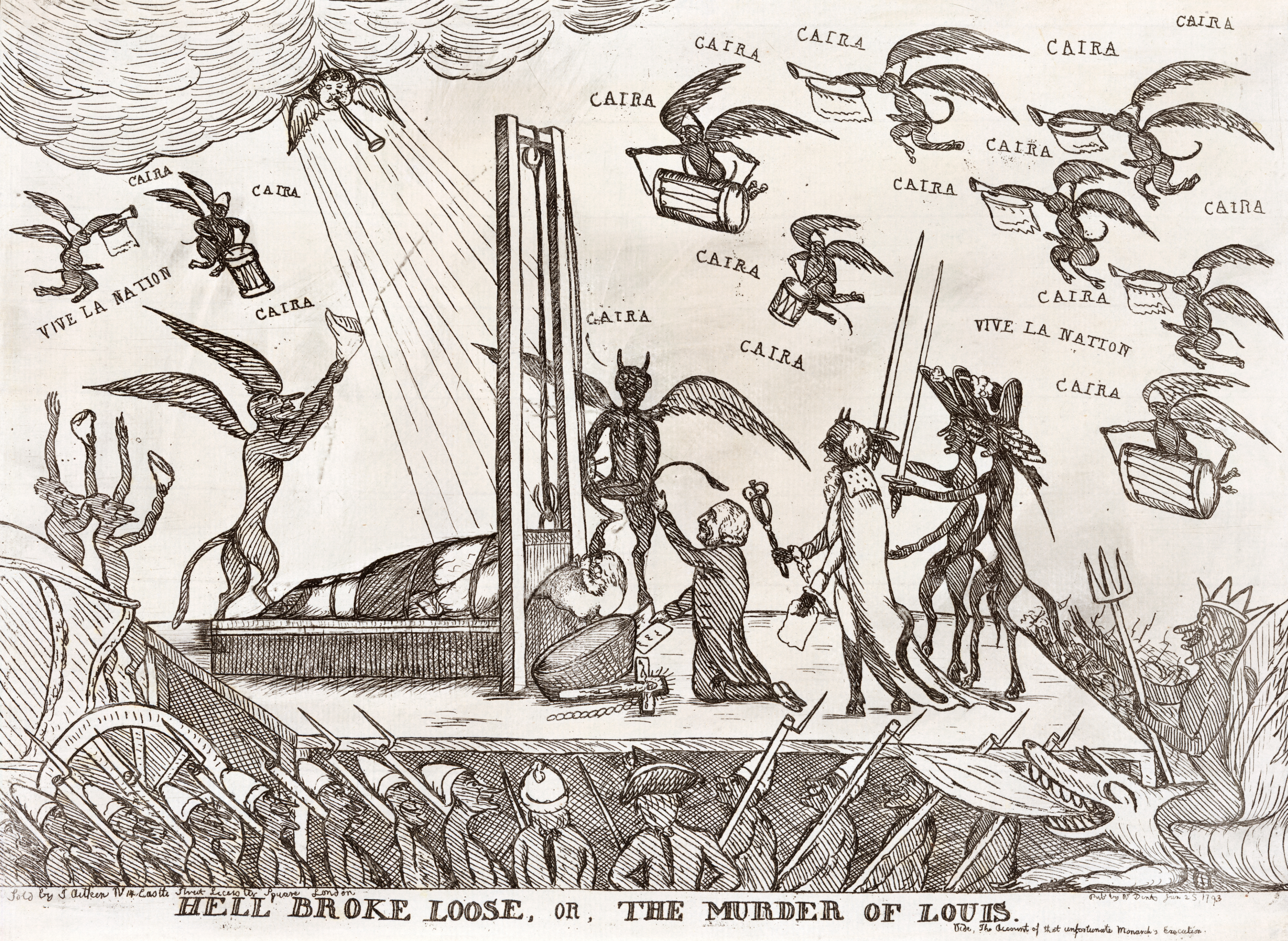
Gravure britannique publiée à Londres quatre jours après l'exécution de Louis XVI, le 21 janvier 1793, montrant des démons dans le ciel qui chantent Ça ira au moment où tombe le couperet de la guillotine.

Ah ! ça ira, quelquefois titré Ah ! ça ira, ça ira, ça ira, est un chant révolutionnaire, composé en 1790, à l'occasion de la première fête du 14 juillet, dénommée à l'époque Fête de la Fédération.

## Origine
Ah ! ça ira, ça ira, ça ira est une chanson révolutionnaire dont le refrain, qui symbolise la Révolution française, fut entendu pour la première fois en mai 1790. Son auteur, un ancien soldat chanteur des rues du nom de Ladré, avait adapté des paroles anodines sur le Carillon national, un air de contredanse très populaire dû à Bécourt, violoniste au théâtre des Beaujolais, et que la reine Marie-Antoinette elle-même aimait souvent jouer sur son clavecin. Cet air est notamment utilisé comme thème principal du quatrième mouvement de la Symphonie en la majeur du compositeur allemand Friedrich Witt, écrite vers 1790.
Le titre et le thème du refrain de cette chanson furent inspirés par l’optimisme imperturbable de Benjamin Franklin, représentant très apprécié par le peuple français du Congrès des treize colonies d’Amérique à Paris, du 22 décembre 1776 au 12 juillet 1785, qui, lorsqu’on lui demandait des nouvelles de la guerre d’Indépendance américaine, répondait invariablement dans son mauvais français : « Ça ira, ça ira »,. À la Révolution, le texte fut transformé par les sans-culottes en apostrophes assassines à l’égard de l’aristocratie et du clergé. Le Ça ira survécut à Thermidor et le Directoire ordonna même qu’on le chantât avant chaque spectacle, mais il fut interdit sous le Consulat.
Il existe bien des versions de ce chant, les paroles évoluant de l’optimisme de la fête du 14 juillet 1790 (« Ah ! ça ira, ça ira ! Pierrot et Margot chantent à la guinguette. Ah ! ça ira, ça ira, ça ira ! Réjouissons-nous, le bon temps reviendra ! ») au refrain ultérieur beaucoup plus menaçant (« Ah ! ça ira, ça ira, ça ira ! Les aristocrates à la lanterne. Ah ! ça ira, ça ira, ça ira ! Les aristocrates on les pendra ! »).
Claude Balbastre, organiste de Notre-Dame de Paris alors transformée en temple de la Raison, compose en 1793 une pièce pour orgue sur le Ça ira.

## Paroles
Ah ! ça ira, ça ira, ça ira,

Le peuple en ce jour sans cesse répète,

Ah ! ça ira, ça ira, ça ira,

Malgré les mutins tout réussira.

Nos ennemis confus en restent là

Et nous allons chanter « Alléluia ! »

Ah ! ça ira, ça ira, ça ira,

Quand Boileau jadis du clergé parla

Comme un prophète il a prédit cela.

En chantant ma chansonnette

Avec plaisir on dira :

Ah ! ça ira, ça ira, ça ira !

Ah ! ça ira, ça ira, ça ira !

Suivant les maximes de l’Évangile

Ah ! ça ira, ça ira, ça ira !

Du législateur tout s’accomplira.

Celui qui s’élève on l’abaissera

Celui qui s’abaisse on l’élèvera.

Ah ! ça ira, ça ira, ça ira !

Le vrai catéchisme nous instruira

Et l’affreux fanatisme s’éteindra.

Pour être à la loi docile

Tout Français s’exercera.

Ah ! ça ira, ça ira, ça ira !

Ah ! ça ira, ça ira, ça ira !

Pierrette et Margot chantent à la guinguette.

Ah ! ça ira, ça ira, ça ira !

Réjouissons-nous, le bon temps viendra !

Le peuple français jadis a quia,

L’aristocrate dit : « Mea culpa ! »

Ah ! ça ira, ça ira, ça ira !

Le clergé regrette le bien qu'il a,

Par justice, la nation l’aura.

Par le prudent Lafayette,

Tout le monde s’apaisera.

Ah ! ça ira, ça ira, ça ira !

Ah ! ça ira, ça ira, ça ira,

Par les flambeaux de l’auguste assemblée,

Ah ! ça ira, ça ira, ça ira,

Le peuple armé toujours se gardera.

Le vrai d'avec le faux l’on connaîtra,

Le citoyen pour le bien soutiendra.

Ah ! ça ira, ça ira, ça ira,

Quand l’aristocrate protestera,

Le bon citoyen au nez lui rira,

Sans avoir l’âme troublée,

Toujours le plus fort sera.

Ah ! ça ira, ça ira, ça ira !

Ah ! ça ira, ça ira, ça ira !

Petits comme grands sont soldats dans l’âme,

Ah ! ça ira, ça ira, ça ira !

Pendant la guerre aucun ne trahira.

Avec cœur tout bon Français combattra,

S’il voit du louche, hardiment parlera.

Ah ! ça ira, ça ira, ça ira !

Lafayette dit : « Vienne qui voudra !

Le patriotisme leur répondra ! »

Sans craindre ni feu, ni flamme,

Le Français toujours vaincra !

Ah ! ça ira, ça ira, ça ira !

Ah ! ça ira, ça ira, ça ira !

Les aristocrates à la lanterne.

Ah ! ça ira, ça ira, ça ira !

Les aristocrates on les pendra.

Si on n’les pend pas

On les rompra

Si on n’ les rompt pas

On les brûlera.

Ah ! ça ira, ça ira, ça ira,

Ah ! ça ira, ça ira, ça ira,

Nous n’avions plus ni nobles, ni prêtres,

Ah ! ça ira, ça ira, ça ira,

L’égalité partout régnera.

L’esclave autrichien le suivra,

Ah ! ça ira, ça ira, ça ira,

Et leur infernale clique

Au diable s’envolera.

Ah ! ça ira, ça ira, ça ira,

Les aristocrates à la lanterne ;

Ah ! ça ira, ça ira, ça ira,

Les aristocrates on les pendra ;

Et quand on les aura tous pendus,

On leur fichera la paille au cul,

Imbibée de pétrole, vive le son, vive le son,

Imbibée de pétrole, vive le son du canon.

Couplets improvisés dans la matinée au Champ-de-Mars, pendant une averse :
Ah ça ira, ça ira, ça ira !
En dépit d'z aristocrat' et d'la pluie,
Ah! ça ira, ça ira, ça ira !
Nous nous mouillerons, mais ça finira.
Ah ! ça ira, ça ira, ça ira !
On va trop bien l'nouer pour que ça s'délie,
Ah ! ça tiendra ! ça tiendra ! ça tiendra !
Et dans deux mille ans on s'en souviendra !

## Postérité

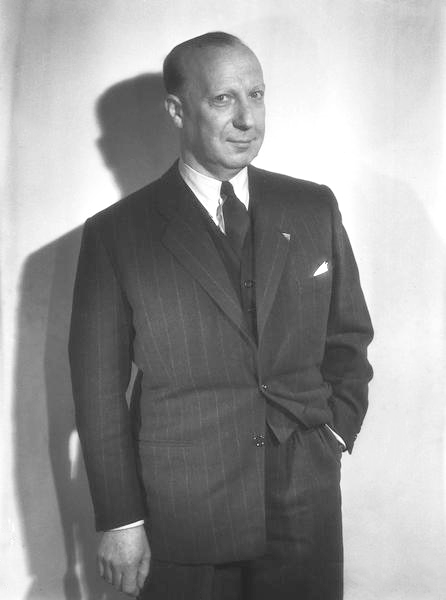
Pierre Dac.

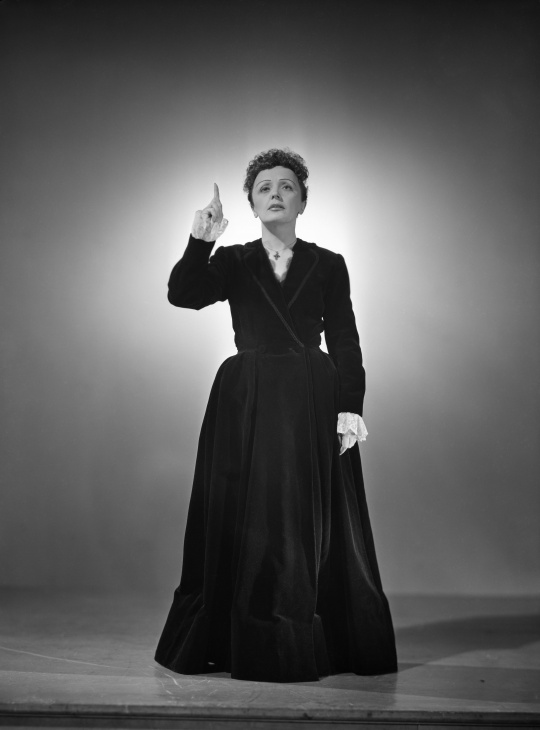
Édith Piaf.

Pierre Dac, humoriste et figure de la Résistance, en reprend le refrain lors d'une de ses interventions à Radio Londres :
Ah ! ça ira, ça ira, ça ira !
Les collaborateurs à la lanterne.
Ah ! ça ira, ça ira, ça ira !
Les collaborateurs on les pendra.
De son côté, Edith Piaf en chante une version très élaborée et moderne dans le film de Sacha Guitry Si Versailles m'était conté :
Y'a trois cents ans qu'ils font la guerre
Au son des fifres et des tambours
En nous laissant crever d'misère
Ça n'pouvait pas durer toujours.
Une partie du refrain est reprise en 1997 par Kabal dans un morceau collectif fondateur[réf. nécessaire] du rap français : « 11′30 contre les lois racistes ». Akhenaton, Passi, Stomy Bugsy, Menelik et d'autres artistes du monde du rap collaborent à ce projet.
Français. Tu dors !
C'est la fin, tes politiciens vont trop vite.
Dès lors que des artistes s'unissent contre la fourberie et le vice
La piste suivie n'est plus strictement artistique, mais aussi politique.
Soit les lois passent, quoi ?
Elles sont dissimulées comme de juste,
Dix ans après on s'étonne que les immigrés dégustent.
Soit elles sont appliquées avant d'être votées
Et on s'étonne ensuite que certains
Ne voient plus l'atteinte à leur liberté.
Ah ça ira, ça ira, ça ira, ça fait deux cents ans qu'on attend ça.
Par ailleurs, ce chant est entonné dans le jeu vidéo Assassin's Creed Unity (2014), dont l'action se déroule lors de la Révolution française.
Lors de la cérémonie d'ouverture des Jeux olympiques de 2024, le groupe de metal Gojira, accompagné de la mezzo-soprano lyrique Marina Viotti, interpréta un remix de cette chanson, mêlant metal et chant lyrique, sur la façade de la Conciergerie de Paris, en bord de Seine. L’œuvre, intitulée Liberté, est l'un des douze tableaux composant la cérémonie d'ouverture. Elle présente une Marie-Antoinette décapitée ainsi qu'un bateau voguant entre flammes et artifices, faisant référence au blason et à la devise de Paris : Fluctuat nec mergitur. Elle est sortie sous le titre de Mea Culpa (Ah ! Ça ira !), sur toutes les plateformes de streaming le 30 août 2024.

## Autres interprètes
- Les Porte Mentaux en 1989, sur l'album Les Misérables, version punk-rock.
- Francesca Solleville sur le disque 33 tours Musique, citoyennes !, sorti pour le bicentenaire de la Révolution française en 1989. Distribution Carrere, production Chantons 89 WH. no 66586 CA 272.
- Catherine Ribeiro en enregistre deux versions distinctes, sur l'album Le blues de Piaf paru en 1977[11], puis sur le CD 1989... déjà! en 1988[12].